# هوارد (جورجیا)
هوارد (به انگلیسی: Howard) یک منطقهٔ مسکونی در ایالات متحده آمریکا است که در جورجیا واقع شده‌است. هوارد ۱۱۰ نفر جمعیت دارد و ۱۹۵٫۹۹ متر بالاتر از سطح دریا واقع شده‌است.